# Festival des 3 Continents 2021
Le Festival des 3 Continents 2021, 43e édition du festival, se déroule du 19 au 28 novembre 2021.

## Déroulement et faits marquants
Outre la compétition, la 43e édition du festival propose des séances spéciales avec entre-autres les films récompensés en 2020 (Moving On et Professeur Yamamoto part à la retraite) et une rétrospective consacrée au studio japonais de la Shōchiku,.
Le 28 novembre 2021, le palmarès est dévoilé : le film japonais Contes du hasard et autres fantaisies de Ryusuke Hamaguchi remporte la Montgolfière d'or et le prix du public. La Montgolfière d'argent récompense deux films : Pedro de Natesh Hegde et Shankar's Fairies de Irfana Majumdar,.

## Jury
- Saïd Ben Saïd, producteur
- Agathe Bonitzer, actrice
- Gaya Jiji, réalisatrice
- Stefano Savona, réalisateur
- Anne Villacèque, réalisatrice

## Sélection

### En compétition
- A New Old Play de Qiu Jiongjiong  Hong Kong
- Contes du hasard et autres fantaisies (偶然と想像, Gūzen to sōzō?) de Ryusuke Hamaguchi  Japon
- Death of a Virgin and the Sin of Not Living de George Peter Barbari  Liban
- El Gran Movimiento de Kiro Russo  Bolivie
- Once Upon a Time in Calcutta de Aditya Vikram Sengupta  Inde
- Pedro de Natesh Hegde  Inde
- Shankar's Fairies de Irfana Majumdar  Inde
- Vengeance Is Mine, All Others Pay Cash de Edwin  Indonésie

### Séances spéciales
- A River Runs, Turns, Erases, Replaces de Zhu Shengze  Chine
- Days de Tsai Ming-liang  Taïwan
- Feathers de Omar El Zohairy  Égypte
- In Front of Your Face de Hong Sang-soo  Corée du Sud
- Kokoloko de Gerardo Naranjo  Mexique
- La Longue Journée de Mohamed Abbazi et Donna Woolf  Maroc
- Les 54 Premières Années : Manuel abrégé d'occupation militaire de Avi Mograbi  Israël
- Lutar, Lutar, Lutar de Sérgio Borges et Helvécio Marins Jr.  Brésil
- Ma famille afghane de Michaela Pavlátová  République tchèque  Slovaquie
- Moving On de Yoon Dan-bi  Corée du Sud
- Professeur Yamamoto part à la retraite de Kazuhiro Sôda  Japon
- Rancho de Pedro Speroni  Argentine
- The Inheritance de Ephraim Asili  États-Unis
- Toute une nuit sans savoir de Payal Kapadia  France  Inde
- Tug de Jon Lazam  Philippines
- La Jeunesse (Seishun) de Kon Ichikawa  Japon

### 100 ans de laShōchiku
- Between Yesterday and Tomorrow de Yūzō Kawashima
- Chasseurs des ténèbres de Hideo Gosha
- Hara-kiri de Masaki Kobayashi
- L'Élégie d'Osaka de Kenji Mizoguchi
- L'Étang du démon de Masahiro Shinoda
- L'Été du démon de Yoshitarō Nomura
- La Cigogne en papier de Kenji Mizoguchi
- La Guerre des espions de Masahiro Shinoda
- La Rivière Fuefuki de Keisuke Kinoshita
- La Tour d'introspection de Hiroshi Shimizu
- Le Matin de la famille Osone de Keisuke Kinoshita
- Le Sang du damné de Hideo Gosha
- Le Vase de sable de Yoshitarō Nomura
- Les Mouchoirs jaunes du bonheur de Yōji Yamada
- Les Sœurs de Gion de Kenji Mizoguchi
- Mademoiselle Ogin de Kinuyo Tanaka
- Monsieur Merci de Hiroshi Shimizu
- My Sons de Yōji Yamada
- Our Chief, Our Doctor de Yūzō Kawashima
- Pour une épingle à cheveux de Hiroshi Shimizu
- Récit d'un propriétaire de Yasujirō Ozu
- La Rivière noire de Masaki Kobayashi
- Les Trois Samouraïs hors-la-loi de Hideo Gosha
- Un amour éternel de Keisuke Kinoshita
- Une femme de Tokyo de Yasujirō Ozu
- Vingt-quatre prunelles de Keisuke Kinoshita
- Une famille de Yōji Yamada

### 20 ans de Produire au Sud
- A Alegria de Marina Meliande et Felipe Bragança  Brésil
- Blissfully Yours de Apichatpong Weerasethakul  Thaïlande
- El Amparo de Rober Calzadilla  Colombie  Venezuela
- Gigante de Adrián Biniez  Argentine
- La Sainte Fille (La niña santa) de Lucrecia Martel  Argentine
- Les gants magiques de Martín Rejtman  Argentine
- Les Initiés de John Trengove  Afrique du Sud
- Les Lèvres de Iván Fund et Santiago Loza  Argentine
- Les Petites Gens de Nariman Turebayev  Kazakhstan
- Manta Ray de Phuttiphong Aroonpheng  Thaïlande
- Nervous Translation de Shireen Seno  Philippines
- Paraíso de Héctor Gálvez  Pérou
- Salamandra de Pablo Agüero  Argentine
- The Teacher de Chen Ming-Lang  Taïwan
- Un havre de paix de Yona Rozenkier  Israël
- Vertiges de Bui Thac Chuyen  Viêt Nam
- Whisky de Pablo Stoll et Juan Pablo Rebella  Uruguay
- Zinder de Aïcha Macky  Niger

### Une place sur Terre
- Alamar de Pedro González-Rubio  Mexique
- Et la vie continue de Abbas Kiarostami  Iran
- Kasaba de Nuri Bilge Ceylan  Turquie
- L'Eau, le vent, la terre de Amir Naderi  Iran
- La Complainte du sentier de Satyajit Ray  Inde
- La Vie sur terre de Abderrahmane Sissako  Mali  Mauritanie
- Les Bêtes du Sud sauvage de Benh Zeitlin  États-Unis
- Lessons from a Calf de Hirokazu Kore-eda  Japon
- Mysterious Object at Noon de Apichatpong Weerasethakul  Thaïlande
- Nausicaä de la Vallée du Vent de Hayao Miyazaki  Japon
- Un été chez grand-père de Hou Hsiao-hsien  Taïwan

### 70 ans des Cahiers du Cinéma
- Bayan ko: Kapit sa patalim de Lino Brocka  Philippines
- Bhumika de Shyam Benegal  Inde
- Un été sans eau de Metin Erksan  Turquie
- L'Étoile cachée de Ritwik Ghatak  Inde
- Nos années sauvages de Wong Kar-wai  Hong Kong

### Premiers Pas vers les 3 Continents
- Arrietty : Le Petit Monde des Chapardeurs de Hiromasa Yonebayashi  Japon
- Boriya de Min Sung-ah  Corée du Sud
- Wardi de Mats Grorud  France  Suisse  Norvège

## Palmarès
- Montgolfière d'or : Contes du hasard et autres fantaisies de Ryusuke Hamaguchi
- Montgolfière d'argent (ex æquo) : Pedro de Natesh Hegde et Shankar's Fairies de Irfana Majumdar
- Prix du Jury Jeune : A New Old Play de Qiu Jiongjiong
- Prix du public : Contes du hasard et autres fantaisies de Ryusuke Hamaguchi